# Epiphragma (Eupolyphragma) fuscofasciatum
Epiphragma (Eupolyphragma) fuscofasciatum is een tweevleugelige uit de familie steltmuggen (Limoniidae). De soort komt voor in het Oriëntaals gebied.